# Zora prespaensis
Zora prespaensis är en spindelart som beskrevs av Pencho Drensky 1929. Zora prespaensis ingår i släktet Zora och familjen taggfotsspindlar. Inga underarter finns listade i Catalogue of Life.